# 12 Scorpii
c1 Scorpii
Pour les articles homonymes, voir c Scorpii.
Désignations
12 Scorpii (en abrégé 12 Sco) est une étoile triple probable de la constellation zodiacale du  Scorpion. Elle porte également la désignation de Bayer de c1 Scorpii, tandis que 12 Scorpii est sa désignation de Flamsteed. Le système est visible à l'œil nu comme une pâle étoile d'une magnitude apparente combinée de 5,67.

## Environnement stellaire
Le système présente une parallaxe annuelle de 10,75 ± 0,80 mas telle que mesurée par le satellite Hipparcos, ce qui permet d'en déduire qu'il est distant d'environ ∼ 300 a.l. (∼ 92 pc) de la Terre. 12 Scorpii est probablement membre, avec une probabilité de 82 %, de l'association Scorpion-Centaure.

## Propriétés
L'étoile primaire du système, désignée 12 Scorpii Aa, est une étoile bleu-blanc de la séquence principale de type spectral B9V qui brille d'une magnitude de 5,79. Elle est âgée d'environ 150 millions d'années et sa masse est 2,94 fois supérieure à celle du Soleil. L'étoile est 91 fois plus lumineuse que le Soleil et sa température de surface est de 11 402 K.
Elle possède un compagnon proche, 12 Scorpii Ab, qui est localisé à une distance angulaire de 0,2 seconde d'arc. Il s'agit d'une naine orange de type K7,9, qui pourrait être une source de rayons X.
La troisième étoile du système, désignée 12 Scorpii B, est une étoile jaune-blanc de la séquence principale de type F3V et d'une magnitude de 8,13, localisé à une séparation de 3,84 secondes d'arc.